# Alexandre Coeff
Alexandre Serge Coeff (* 20. Februar 1992 in Brest) ist ein französisch-algerischer Fußballspieler.

## Karriere

### Verein
Coeff begann seine fußballerische Ausbildung bei mehreren unbekannten Vereinen in der Nähe seiner Geburtsstadt Brest. Hier spielte er beispielsweise bei ACB Brest und der AS de Guilers, ehe er im Sommer 2004 zu Stade Brest wechselte. Nach zwei Jahren verließ er Brest jedoch schon wieder und unterschrieb bei dem Plouzane ACF und nach zwei weiteren Jahren schloss er sich dem RC Lens an. Am letzten Spieltag der Saison 2010/11 wurde er, als der Abstieg des RC Lens schon fest stand eingewechselt und gab somit sein Debüt in der Ligue 1. Dies war auch sein einziger Saisoneinsatz, obwohl er zuvor schon einmal bei den Profis auf der Bank saß. Am 35. Spieltag der Folgesaison 2011/12 schoss er in der Ligue 2 sein erstes Tor im Profibereich bei einem 2:0-Sieg über den Le Havre AC. Die gesamte Spielzeit beendete Coeff mit jeweils einem Einsatz in den beiden Pokalwettbewerben Frankreichs und neun Einsätzen in der zweiten Liga, wobei er dieses eine Mal traf. Zur Folgesaison wurde er zum Stammspieler in der Innenverteidigung und spielte 37 von 38 möglichen Ligapartien, in denen er erneut einmal treffen konnte. Im Pokal kam er bis zum Viertelfinale, wo man ausschied in allen sechs Spielen zum Einsatz und in der Coupe de la Ligue in dem einen Spiel, das man verlor, auch.
Daraufhin wechselte er im Sommer 2013 nach Italien in die Serie A zu Udinese Calcio. Er wurde jedoch dort direkt nach Spanien an den Erstligisten FC Granada verliehen. In LaLiga debütierte er am zehnten Saisonspieltag bei einem 1:0-Auswärtssieg gegen den FC Elche nach später Einwechslung. Bis zum Leihende im Sommer 2014 spielte er wettbewerbsübergreifend 14 Mal in Liga und Pokal. Nach seiner Rückkehr nach Udine wurde er direkt wieder nach Spanien verliehen, diesmal an den Zweitligisten RCD Mallorca. Dort lief es allerdings gar nicht gut und er kam bis Mitte Januar nur zu zwei Einsätzen in der zweiten spanischen Spielklasse. Somit wurde die Leihe im Winter 2015 abgebrochen und Coeff wechselte für den Rest der Saison 2014/15 zu Royal Excel Mouscron. In der belgischen Liga debütierte er am 31. Januar (24. Spieltag) bei einer 0:3-Niederlage gegen den KV Kortrijk. Mit seiner insgesamt dritten Leihstation konnte er bei neun persönlichen Einsätzen den Abstieg knapp vermeiden und kehrte so im Sommer 2015 erneut nach Italien zurück. Für die Saison 2015/16 wurde er zurück nach Frankreich an den Erstligisten GFC Ajaccio verliehen. Direkt am ersten Spieltag stand er hier bei einem 0:0-Unentschieden gegen den ES Troyes AC in der Startelf in der Innenverteidigung. Mit Gazélec kam er wieder bis ins Viertelfinale des Pokals, in dem er bis auf die dritte Runde in allen Spielen zum Einsatz kam. In der Liga war er nur in Teilen Stammkraft und kam am Ende der Saison auf 24 Einsätze dort. Nach der erneuten Rückkehr Coeffs folgte direkt die nächste Leihe nach Frankreich. Diesmal für zwei Spielzeiten in die Ligue 2 an Stade Brest. Auch hier debütierte er am ersten Spieltag, bei einem 0:0-Unentschieden gegen seinen Exverein GFC Ajaccio. Bei Brest kam er des Öfteren auch im Mittelfeld zum Einsatz und so schoss er gegen den Le Havre AC am achten Spieltag sein erstes Tor für den Verein. Obwohl Coeff in 30 Ligaspielen dreimal traf verpasste er mit Brest aufgrund zu vieler Niederlagen in den letzten fünf Spielen der Saison nur knapp den Aufstieg in die Ligue 1. In der Saison 2017/18 war er nicht mehr komplett gesetzt und spielte wettbewerbsübergreifend nur in 28 von 42 möglichen Partien.
Nachdem Coeff auch im Jahr 2018 keine Chance auf Spielzeit bei Udinese gesehen hatte, wechselte er nach Griechenland in die Super League zu AE Larisa. Hier wurde er am dritten Spieltag gegen Panathinaikos Athen das erste Mal eingesetzt, aber auch nur für ein paar Minuten. Dennoch schoss er anderthalb Monate später gegen Levadiakos sein erstes Tor auf griechischem Boden. Insgesamt spielte er für Larisa achtmal, wobei er dieses eine Mal treffen konnte.
Nachdem er aber auch dort bis zum Winter nicht richtig zum Zug gekommen war, wechselte er wieder zurück nach Frankreich, erneut zum GFC Ajaccio. Diese spielten mittlerweile in der Ligue und stiegen nach der Saison 2018/19 in die National ab. Coeff bestritt dabei 15 Spiele in der Liga und der anschließenden Abstiegsrelegation, die man eben verlor.
Daraufhin verließ er Ajaccio nach einem halben Jahr schon wieder und schloss sich dem vorherigen Ligakonkurrenten AJ Auxerre an. Hier spielte er direkt am ersten Spieltag das erste Mal und direkt über die vollen 90 Minuten. Er war absolut gesetzt und kam in der verkürzten Spielzeit 2019/20 in 25 von 28 möglichen Ligaspielen zum Einsatz. Am 32. Spieltag der Folgesaison 2020/21 gelang ihm bei einem 4:0-Sieg über Chamois Niort sein erstes Tor im Dress von Auxerre. Er war wieder die gesamte Saison über Stammkraft und kam zu 35 Ligaspielen und einem Einsatz gegen Olympique Marseille in der Coupe de France. In der Saison 2021/22 verlor er seinen Stammplatz zeitweise, spielte aber dennoch 26 Mal in der Liga. Mit seinem Team belegte er am Ende der Spielzeit den dritten Tabellenplatz, womit sie um den Aufstieg spielten und diesen auch im Relegationsfinale gegen die AS Saint-Étienne schafften. Daraufhin spielte er am dritten Spieltag der Saison 2022/23 das erste Mal in der Ligue 1 für Auxerre.
Im Januar 2023 wechselte der Spieler erneut nach Italien – dieses Mal zu Brescia Calcio in die Serie B.

### Nationalmannschaft
Coeff spielte bereits für diverse Juniorenauswahlen des französischen Fußballverbandes. Von 2007 bis 2009 spielte er insgesamt 27 Mal für die U16- und die U17-Nationalmannschaft, für die er zusammen drei Tore schoss. Anschließend kam er zu wenigen Einsätzen für die U18- und U19-Junioren. Anschließend spielte er noch siebenmal für die U20-Nationalmannschaft, wobei er einmal traf. Im Jahr 2013 kam er schließlich zu einem Einsatz für die Espoirs, die U21-Nationalmannschaft.

## Erfolge
AJ Auxerre
- Aufstieg in die Ligue 1: 2022